# Euganeer
Die Euganeer (lateinisch Euganei, griechisch εὐγενής) waren ein halb-mythisches, vor-italisches Volk auf dem Gebiet des heutigen Venetien.
Ursprünglich zwischen Adria und Alpen siedelnd, sollen sie Titus Livius zufolge von den Venetern und Trojanern vertrieben worden sein. Sie ließen sich daraufhin im Gebiet um den Iseosee (Sebinus), den Idrosee (Edrus) und den Gardasee (Benacus) nieder. Dort sollen sie laut Plinius dem Älteren 34 Städte oder Burgen erobert haben.
Als Hauptstamm nennen sowohl Plinius als auch Strabon die Stoeni oder Stoni, bzw. Στόνοι. Nach Cato sollen die Gebirgsvölker der Triumpilini und Camuni im Val Camonica und im Val Trompia zu den Euganei gehört haben. Offenbar war den antiken Autoren schon klar, dass sie weder mit Galliern, noch Rätern oder Venetern verwandt waren. Aus dem Namen Euganei, der auf ἐυγενε̂ις (die Wohlgeborenen) zurückgeführt wurde, leitete Plinius sogar eine griechische Herkunft ab.
Die Euganeischen Hügel bei Padua verdanken diesem Volk ihren Namen, ebenso wie in der Zeit des Faschismus die Region Venezia Euganea, die sich aus der heutigen Region Venetien und dem Friaul zusammensetzte.

## Wissenschaftsgeschichte
Die Schriften des Livius und des Plinius wurden im Zuge der Renaissance in ganz Europa rezipiert und die wenigen Nachrichten über die Euganeer und den Zusammenhang zu Trojanern und Venetern übernommen. So erschienen die knappen Berichte des Livius bei Marcus Antonius Sabellicus’ Ausgabe der Historiae ebenso wie die des Plinius und seiner Naturalis historia bei Johannes Camers im Abschnitt De Alpibus et gentibus alpinis (Liber tertius, p. 37). Auch Joannes Goropius in seinen neun Büchern Origines Antwerpianae Sive Cimmeriorum Becceselana schrieb noch die antiken Autoren ab, während sich Leandro Alberti fragt, wo die Euganeer herkamen. Dabei nannte er Hypothesen, sie seien Nachkommen von Griechen oder eines toskanischen Fürsten und berief sich auf Plinius, der behauptet habe, sie besäßen 34 „Castelli“. Philipp Clüver führte ihren Namen auf ein griechisches Wort zurück, das er als „Herausragende“ oder „Edle“ („quod praestanti ac nobili orti essent genere“) übersetzte. Johann Paul Reinhard (1722–1779) meinte von den Henetern, sie seien „ohne Zweifel Abkömmlinge der Illyrier und haben die Euganeos, noch vor dem Trojanischen Kriege, aus diesen Gegenden vertrieben.“ Für Johann Ernst Fabri waren Rhätier und Euganeer identisch, während sie für Peter Frederik Suhm „Gefährten“ waren.
Die kargen Angaben der wenigen Quellen machten offenbar eine Verortung der Euganeer schwierig. Auf der Karte Karl Wolfs in Meyers Großem Konversations-Lexikon von 1905–1911 erscheinen sie als Bewohner des Trentino.
Im Atlas antiquus von Heinrich Kiepert aus dem Jahr 1869 erschienen sie hingegen noch als Bewohner des Valsugana, saßen also am Oberlauf von Brenta und Piave. Archäologische Funde bei Montesei di Serso, nahe Pergine Valsugana, weisen jedoch für die Zeit von etwa 2000 bis 1000 v. Chr. auf rätische Bewohner hin.
Im 9. Jahrhundert, folgt man Marina De Franceschini, drangen Veneter in die Ebenen im Einzugsbereich des Po vor, wo sie sich mit den Euganeern vermischten. Auch die Vermutung, die Euganeer seien mit den Rätern verwandt gewesen, die am südlichen und nördlichen Alpenrand lebten, wurde von Morandi wieder aufgegriffen.